# Asyndetus brevimanus
Asyndetus brevimanus är en tvåvingeart som beskrevs av Van Duzee 1923. Asyndetus brevimanus ingår i släktet Asyndetus och familjen styltflugor. Inga underarter finns listade i Catalogue of Life.